# Avieno
Rúfio Avieno (em latim: Postumius Rufius Festus Avienius) foi um escritor latino do século IV, natural da cidade de Volsínios (atual Bolsena), na Etrúria. Procedia da família dos Rúfios Festos, uma importante família da nobreza.
Segundo inscrições preservadas nos Museus do Vaticano, foi casado com Plácida e teve vários filhos, um dos quais se chamava Plácido, tendo sido duas vezes procônsul e célebre poeta. Referências contidas em suas obras permitem deduzir que nasceu na época de Constantino e que exerceu sua carreira durante a segunda metade do século IV. Foi procônsul da Província de África (366) e, provavelmente, da Acaia.
Como escritor, fez-se conhecido pela adaptação do poema astronómico Phaenomena do grego Arato. Também traduziu e adaptou ao latim uma obra geográfia de Dinis (ou Dionísio) o Periegeta, chamada Descriptio orbis terrae em 1394 versos. Apesar de bastante fiel ao original, Avieno incorporou ao Descriptio dados geográficos tomados de Estrabão.
Outra obra de Avieno é Ora maritima (Costas marítimas), poema descritivo geográfico que nos chegou incompleto. Conservam-se 713 versos do livro primeiro, sendo provável que a obra constasse de ao menos dois. Está dedicado a seu amigo Probo e contém uma descrição geográfica das costas europeias, desde a atual França até à Península Ibérica. Acredita-se que esteja baseado em fontes já desaparecidas que remontariam aos séculos VI e V a.C. O próprio Avieno faz referência, na Ora, a um périplo escrito pelo cartaginês Himilcão (século V-VI a.C.).